# Gary Ruvkun
Gary Bruce Ruvkun (ur. 26 marca 1952 w Berkeley w stanie Kalifornia) – amerykański biolog molekularny, razem z Victorem Ambrosem współlaureat Nagrody Nobla w dziedzinie fizjologii lub medycyny. W 2014 roku był jednym z laureatów Nagrody Wolfa w dziedzinie medycyny.
W 1982 roku uzyskał doktorat Uniwersytetu Harvarda. W 2008 roku wybrany do amerykańskiej Narodowej Akademii Nauk.
7 października 2024 roku Komitet Noblowski docenił wkład Ambrosa i Ruvkuna w odkrycie mikroRNA i jego roli w potranskrypcyjnej regulacji ekspresji genów.